# 李仁实
李仁实（？—？），魏州顿丘县（今河南省濮阳市清丰县）人，唐朝史官。

## 生平
李仁实在唐朝官至左史，所撰写的《格论》三卷、《通历》八卷、《戎州记》，都流行于当时。武德年间之后，李仁实与邓世隆、顾胤、李延寿前后修撰唐朝的国史，很为当时所称道。唐高宗李治对于许敬宗加以编排的唐朝国史记载不真实而感到恼恨，命令宰相郝处俊更正，郝处俊上表让李仁实准备删除削定不实之辞，不巧因为李仁实死去而停止。

## 母亲
- 广平刘氏，乐平县男、吏部侍郎刘林甫之女，刘应道姐姐

## 作品
- 《通历》，七卷[6][7]
- 《卫公平突厥故事》，两卷[8]
- 《戎州记》，一卷[9]
- 《格论》，三卷[10]

## 评价
刘知几认为李仁实以正直的言辞撰述唐朝国史让别人感到害怕，李仁实所撰写的《于志宁》、《许敬宗》、《李义府》等传记，受到人们的推崇，可惜李仁实早逝，功业未成。